# Dark Souls (seria)
Dark Souls – seria fabularnych gier akcji wyprodukowanych przez studio FromSoftware. Serię zapoczątkowała gra Dark Souls. W 2014 zostało wydane Dark Souls II, a w 2016 – Dark Souls III.

## Rozgrywka
Gry z serii Dark Souls to trzeciosobowe fabularne gry akcji osadzone w świecie dark fantasy. Gracz na początku rozgrywki kreuje wizerunek postaci i wybiera dla niej jedną z klas, która wpływa tylko na początkowy rozdział atrybutów oraz startowy ekwipunek. Właściwa rozgrywka polega na przemierzaniu lokacji, walce z przeciwnikami – w tym z bossami – oraz poszukiwaniu różnorakich przedmiotów. Dzięki walce z wrogami oprócz nowego ekwipunku gracz może zdobywać tytułowe dusze (ang. souls), które służą do zwiększania atrybutów postaci sterowanej przez gracza.

## Souls-like
Seria przyczyniła się do stworzenia w branży gier komputerowych nowego terminu określającego nowy typ rozgrywki – souls-like. Przykładami gier spełniających w znacznym stopniu założenia souls-like są między innymi: Lords of the Fallen, Code Vein, Star Wars Jedi: Upadły zakon, The Surge, Death's Gambit, Salt and Sanctuary, Ashen, Remnant: From Ashes.
Elementy gier typu souls-like występują także w produkcjach Nioh, Hollow Knight oraz Dead Cells.

## Demon’s Souls
Wydana w 2009 roku na PlayStation 3 gra Demon’s Souls uważana jest za duchowego poprzednika serii Dark Souls. W przeciwieństwie do Dark Souls, gra wykorzystuje centralną lokację znaną jako Nexus, gdzie gracze mogą awansować, naprawiać sprzęt lub kupować określone przedmioty. Zmienny poziom trudności jest również dostępny wyłącznie dla Demon’s Souls, gdzie trudność eksploracji świata zależy od liczby zabitych bossów i ilości śmierci gracza.
| Gra            | GameRankings                        | Metacritic                          |
| -------------- | ----------------------------------- | ----------------------------------- |
| Dark Souls     | PS3: 88,48% X360: 88,23% PC: 84,54% | PS3: 89/100 X360: 89/100 PC: 85/100 |
| Dark Souls II  | PS3: 89,67% X360: 90,33% PC: 91%    | PS3: 91/100 X360: 92/100 PC: 91/100 |
| Dark Souls III | PS4: 88,48% XONE: 89,25% PC: 88,91% | PS4: 89/100 XONE: 86/100 PC: 90/100 |